# Oligia ferrea
Oligia ferrea là một loài bướm đêm trong họ Noctuidae.